# Gierloff Nunataks
Gierloff Nunataks (in lingua inglese: Nunataks Gierloff) sono un gruppo di nunatak, o picchi rocciosi isolati, che si trovano 15 km a nordovest del Lentz Buttress, lungo il versante settentrionale del Wisconsin Range della catena dei Monti Horlick, nei Monti Transantartici, in Antartide.
Il canyon è stato mappato dall'United States Geological Survey (USGS) sulla base di rilevazioni e foto aeree scattate dalla U.S. Navy nel periodo 1960-64.
La denominazione è stata assegnata dall'Advisory Committee on Antarctic Names (US-ACAN), in onore di George B. Gierloff, addetto alle costruzioni del genio militare, che faceva parte del gruppo che ha trascorso l'inverno 1961 presso la Stazione Byrd.